# Big Jet Plane
"Big Jet Plane" é uma canção escrita pelo cantor/compositor australiano Angus Stone, e gravado originalmente por Stone, sob o nome "Lady of the Sunshine", em seu álbum Smoking Gun (2009). Ela então foi re-gravada por Stone e sua irmã Julia, como a dupla Angus & Julia Stone, e lançada em seu álbum Down the Way (2010), bem como o seu EP Big Jet Plane (2010).
"Big Jet Plane" foi nomeada como Single do Ano de 2010 pela Australian Recording Industry Association (ARIA) e no ARIA Music Awards de 2010 com o Down the Way sendo nomeado como Álbum do Ano. A canção participou de playlists das rádios Nova 100 e Triple J e depois de ganhar como Single do Ano entrou em listas de estações como a Fox FM em Melbourne. Em 26 de janeiro de 2011, a música foi votada como número 1 no Triple J Hottest 100 de 2010.
A música recebeu uma certificação de ouro, tendo vendido mais de 35.000 cópias na Austrália.
Ganhou sucesso adicional, especialmente na Europa, quando foi remixado em 2011 como uma faixa de house pelos DJs australianos Goodwill e Hook N Sling, sob o título "Take You Higher".

## Big Jet PlaneEP
"Big Jet Plane" foi gravado por Angus & Julia Stone e lançado pela dupla em 2010 como parte de um EP, também intitulado Big Jet Plane. O EP inclui quatro faixas.
A capa do álbum apresenta a fotografia de um avião Convair 240 da Trans Australia Airlines, conforme estabelecido a partir dos caracteres de identificação "VH-TAP" localizados no estabilizador vertical do empenagem; esta aeronave não é um avião a jato.

### Faixas
1. "Big Jet Plane" – 3:42 (no álbum Down the Way)
2. "Living on a Rainbow" – 4:48
3. "My Malakai" – 3:05 (no álbum Memories of an Old Friend)
4. "You're the One That I Want" – 3:14 (cover do filme Grease)

### Desempenho nas tabelas musicais

#### Posições
| Tabela musical (2011)                        | Melhor posição |
| -------------------------------------------- | -------------- |
| Austrália (ARIA)                             | 21             |
| Bélgica (Ultratip Bubbling Under da Valônia) | 40             |
| França (SNEP)                                | 40             |

## Outras versões
Papa vs Pretty fez um cover da música no APRA Music Awards de 2011. Goodwill e Hook N Sling remixaram a música e renomearam para "Take You Higher". Também em 2011, Jan Blomqvist abordou e recriou uma versão eletrônica da música.
Em novembro de 2015, o rapper australiano Tuka e Thelma Plum fizeram um cover da música para uma versão Like a Version da rádio Triple J, modificando a música com letras de verso adicionais substanciais. A versão de Tuka foi votada em 81 no Triple J Hottest 100 de 2015.

## Versão de Alok
A versão do DJ e produtor brasileiro Alok com o produtor francês Mathieu Koss foi lançada em 9 de outubro de 2017 pela Spinnin' Records.

### Desempenho nas tabelas musicais

#### Posições
| Tabela musical (2017)                | Melhor posição |
| ------------------------------------ | -------------- |
| Brasil (Brasil Hot 100 Airplay)      | 76             |
| Brasil (Billboard Hot Pop & Popular) | 13             |
| Brasil (Top 50 Streaming Mensal)     | 15             |